# Lawrence Pillers
(en) Statistiques sur pro-football-reference
Lawrence Dwight Pillers (né le 4 novembre 1952 à Hazlehurst) est un joueur américain de football américain évoluant aux postes de defensive end et de defensive tackle.

## Enfance
Étudiant à la Hazlehurst High School, Pillers s'inscrit ensuite à l'université d'État Alcorn.

## Carrière

### Université
De 1972 à 1975, il évolue avec l'équipe de football américain des Braves,. Pillers commence dans la ligne offensive et reçoit une mention honorable de la Southwestern Athletic Conference en 1972 et 1973. L'année suivante, Alcorn State remporte le championnat de la SWAC et le Black college football national championship et Pillers est nommé dans l'équipe de la saison 1974.  Le natif du Mississippi change ensuite de ligne, devenant defensive tackle en 1975, et réalise 93 tacles et 13 sacks. Pillers est nommé dans l'équipe de la saison en NCAA et reçoit le titre d'All-American pour la NAIA.

### Professionnel
Lawrence Pillers est sélectionné au onzième tour de la draft 1976 de la NFL par les Jets de New York au 296e choix. Il quitte l'université sans diplôme pour se lancer dans une carrière de joueur professionnel. Le défenseur dispute quatre saisons comme end titulaire chez les Jets avant de prendre la direction des 49ers de San Francisco.
Oscillant entre un poste de titulaire et le banc des remplaçants, Pillers entre dans l'histoire de la franchise lors du match de championnat NFL de 1981 face aux Cowboys de Dallas où il sacke Danny White, provoquant un fumble récupéré par son équipe et offrant la victoire aux 49ers. San Francisco remporte le Super Bowl XVI lors du match suivant. Malgré un statut de deuxième couteau en 1984, le defensive end dispute l'ensemble des rencontres des play-offs, culminant à la victoire au Super Bowl XIX. Le 19 juillet 1985, Lawrence Pillers est échangé aux Falcons d'Atlanta contre Fulton Kuykendall mais doit se contenter de bouts de match avant d'être résilié le 7 novembre 1985.
En mai 2018, il sort diplômé d'Alcorn State après des études centrés sur les loisirs.